# Organização Bandeira Negra
A Organização Bandeira Negra  foi uma organização guerrilheira iraquiana que lutou contra tropas da Força Multinacional no Iraque. A ideologia da organização era considerada islamismo sunita radical.

## Organização
Os Bandeiras Negras foram identificados como o batalhão armado do Exército Islâmico Secreto. O líder do grupo foi identificado como Omar Hadid, um iraquiano que  teria ligações com militantes islamistas internacionais. Acredita-se que uma grande parte de seus membros seja composta de combatentes não iraquianos, especialmente da Síria.
Este grupo foi um membro ativo da insurgência iraquiana, compartilhando o controle conjunto de Falluja com outros grupos militantes, onde impôs a estrita lei da sharia e foi responsável por uma série de sequestros, amputações e execuções públicas. Isso incluiu o sequestro de três indianos, dois quenianos e um egípcio que trabalhavam para uma empresa do Kuwait que operava no Iraque. O objetivo era obrigar a empresa a encerrar suas atividades no Iraque. Os reféns foram posteriormente libertados.
Oficiais militares da Coalizão acreditavam que uma campanha de ataques aéreos contra esconderijos e posições insurgentes em Fallujah interrompeu seriamente a rede da Organização Bandeira Negra.